# Taïwan sous domination japonaise
1895–1945
Entités précédentes :
- République de Formose (1895)
- Dynastie Qing (1683-1895)

Entités suivantes :
- République de Chine (1945-)

Taïwan est sous domination japonaise entre 1895 et 1945, en étant incorporé à l'empire du Japon. La monnaie utilisée durant cette période est le yen taïwanais.

## Histoire

### Annexion à l'empire du Japon
Après la défaite face à l'empire du Japon en 1895, les Qing cèdent Taïwan et les îles Pescadores au Japon à perpétuité le 17 avril 1895, selon les termes du traité de Shimonoseki. Les dispositions du traité laissent une période de grâce pour les sujets han leur permettant de vendre leurs biens et retourner sur le continent.

### La République de Taïwan

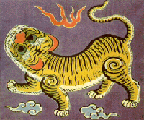
Drapeau de la république de Formose

Afin de résister à l'occupation japonaise, les notables taïwanais créent la république de Formose le 23 mai 1895, le but étant de recevoir de l'aide venant de l’étranger pour contrer l'arrivée des Japonais. La capitale est installée à Tainan et Tang Jingsong en devient le président. Bien qu'indépendante, la jeune république reconnait la suzeraineté chinoise. Les troupes japonaises débarquent près de Keelung le 29 mai et prennent Taipei, Tang Jingsong s'enfuit et Liu Yongfu qui dirigeait l’armée lui succède. L'armée impériale japonaise se dirige vers le sud et Tainan tombe en octobre, Liu Yongfu s’enfuit à son tour le 20 octobre. La république n’aura duré que cinq mois.

### Colonisation japonaise
La colonisation japonaise doit faire face à de nombreuses révoltes. Les premières années, la pacification de Taïwan engloutit 90 % du budget de la colonie[réf. nécessaire]. En 1897, la Diète japonaise débat de l'opportunité de vendre Taïwan à la France. Le poste de gouverneur général de Taïwan est alors occupé par un général, dont l'objectif est de mettre un terme aux insurrections.   
En 1930, pour réprimer la révolte de Wushe les japonais utilisent des armes chimiques sur les populations aborigènes,.
Le gouvernement colonial met en place une politique agricole afin d'améliorer la production et de tirer des profits des exportations. Les techniques agricoles et les techniques d’irrigation sont améliorées. Une réforme agraire distribue des terres aux paysans. La surface cultivée est ainsi doublée et les rendements triplés. 
L'occupation contribue significativement à l'industrialisation de l'île et à la modernisation de ses équipements publics avec la mise en place, entre autres, d'un réseau de voies ferrées, d'un système d'assainissement et d'un système d'éducation publique. 
Avec le déclenchement de la guerre sino-japonaise en 1937, l'empire du Japon lance une politique d'assimilation sociale et culturelle (kōminka) sur toute l'île pour raffermir les liens entre celle-ci et la nouvelle mère patrie. L'usage de la langue et l'adoption de noms japonais sont encouragés par des mesures répressives et l'enregistrement à un sanctuaire shintō de même que le culte de l'empereur Shōwa sont déclarés obligatoires. L'élite taïwanaise porte les costumes d'apparat japonais.
À partir de 1943, le Japon fait appel à des jeunes de Taïwan comme main-d’œuvre, sélectionnés avec l'accord de leurs parents. Au total 8 400 jeunes Taïwanais travaillent dans l'arsenal de Kōza près de Yokohama.

### Fin de la domination japonaise
À la suite de la fin de la Seconde Guerre mondiale en 1945, selon les termes de l'« instrument japonais de reddition », le Japon accepte a priori la déclaration de Potsdam qui se réfère à la déclaration du Caire selon laquelle l'île doit être transférée à la république de Chine.
En octobre 1945, les troupes de la république de Chine arrivent sur l'île pour accepter la reddition des forces militaires japonaises conformément à l'ordre général no 1 émis par le général Douglas MacArthur le 2 septembre précédent, puis sont transportées à Keelung par la marine américaine.